# Mexicana Universal
Mexicana Universal es un concurso de belleza de relevancia nacional en México dirijido por Lupita Jones. Cada concursante representa a su estado de origen o residencia. La actual Mexicana Universal es Melissa Flores de Michoacán.
Mexicana Universal es un concurso muy popular y con mucho seguimiento en todo el país. Hasta 2017 Lupita Jones fue codueña con Televisa y conformaron Promo-Certamen SA de CV y fundaron la «Organización Nuestra Belleza México», la Directora Nacional era Lupita Jones. A finales del 2017 al salir de Televisa, Lupita Jones crea y funda su propia empresa «Instituto Casa LAMAT SA de CV» (El Instituto by Lupita Jones) que junto con Azteca Novelas SAPI de CV son los responsables de organizar el certamen Mexicana Universal donde se eligen a las representantes del país para los concursos internacionales: Miss Internacional, Miss Grand Internacional, Miss Charm, Reina Hispanoamericana, Nuestra Latinoamericana Universal y Miss Orb International. A partir del año 2018 el certamen es televisado por el canal Azteca Uno. En 2020 nuevamente la organización cambia de televisora. Esta misma organización mantiene, comercia y agenda las actividades y necesidades de las portadoras de los títulos, siendo su imagen principal la Mexicana Universal en funciones.
El certamen fue transmitido y producido en vivo y en directo para México, Estados Unidos y algunos países de Centroamérica por la cadena de televisión mexicana TV Azteca hasta 2019. Actualmente es transmitido en vivo y en directo para México y el mundo a través del canal de oficial de la organización en YouTube.
La organización nacional desde sus inicios en 1994 ha logrado a la fecha veintiún títulos internacionales:
- Amina Blancarte - Nuestra Belleza Internacional 1995
- Vanessa Guzmán - Señorita América Internacional 1996
- Socorro Retolaza - Miss Costa Maya International 1996
- Rebeca Tamez - Señorita Continente Americano 1997
- Blanca Soto - Miss Verano Viña del Mar 1998
- Denisse Guzmán - Miss Costa Maya International 1999
- Lilián Villanueva - Reina Internacional de las Flores 2001
- Elsa Burgos - Miss Costa Maya International 2002
- Dafne Molina - Miss Mundo Americas 2005
- Carolina Morán - Miss Mundo Americas 2007
- Priscila Perales - Miss Internacional 2007
- Lupita González - Miss Continente Americano 2008
- Perla Beltrán - Miss Mundo Americas 2009
- Anagabriela Espinoza - Miss Internacional 2009
- Ximena Navarrete - Miss Universo 2010
- Vanessa López - Virreina Hispanoamericana 2014
- Magdalena Chiprés - Virreina Hispanoamericana 2016
- Regina Peredo - Reina Hispanoamericana 2019
- Andrea Meza - Miss Universo 2020
- Andrea Bazarte - Reina Hispanoamericana 2021
- Camila Canto - Miss Orb International 2022

La delegación nacional actualmente está conformada por:
- Mexicana Universal 2023: Melissa Flores de Michoacán
- Mexicana Grand Internacional 2024: Tania Estrada de Chihuahua
- Mexicana Internacional 2023: Valeria Villanueva de Colima
- Mexicana Hispanoamericana 2024: Daniela Cardona de Ciudad de México
- Mexicana Charm 2024: Xiadani Saucedo de Ciudad de México.
- Mexicana Orb 2024: Xiadani Saucedo de Ciudad de México.

## Historia

### 1994 - 2017: Nuestra Belleza México

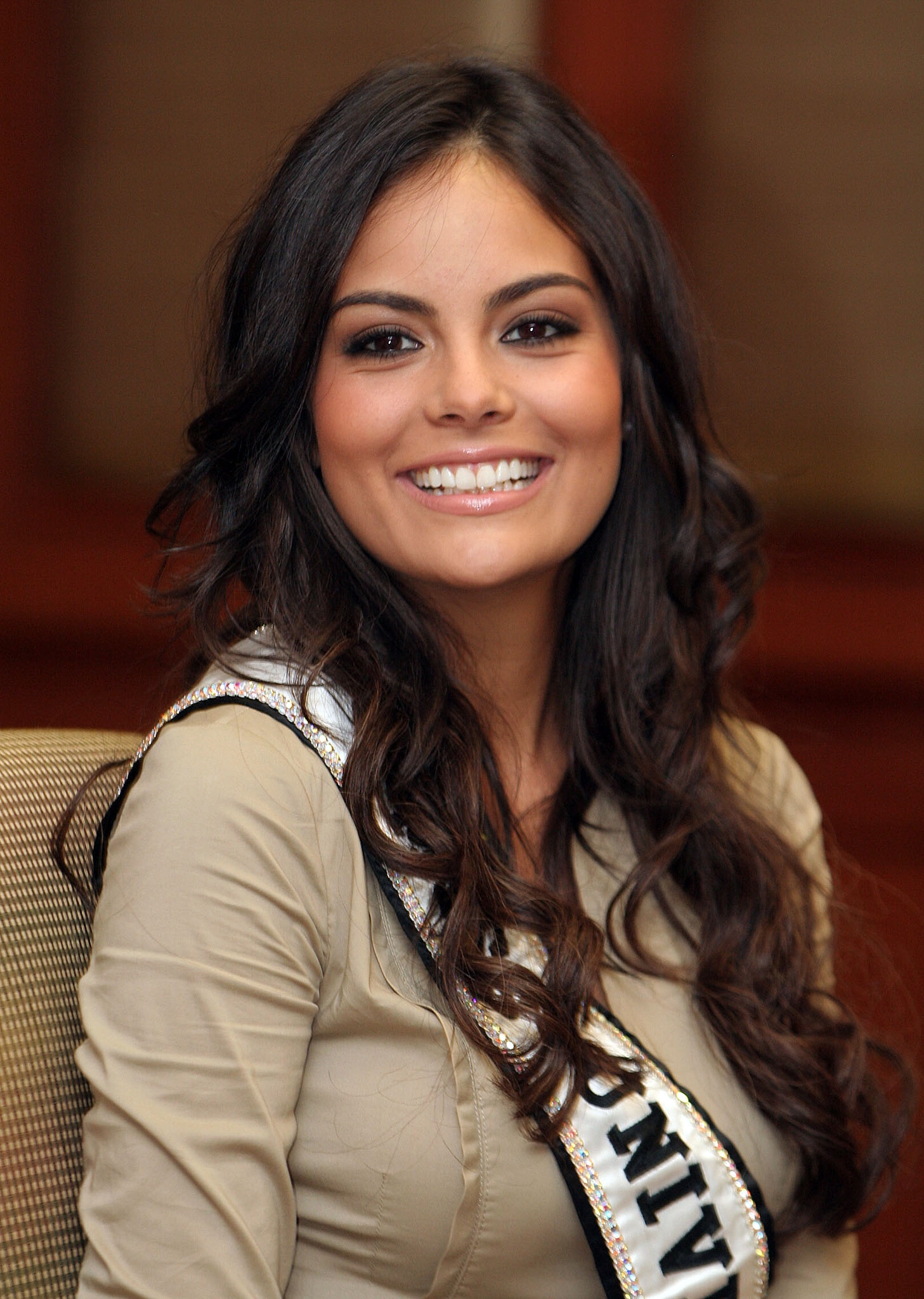
Miss Universo 2010
Ximena Navarrete
Nuestra Belleza Jalisco 2009 y Nuestra Belleza México 2009.

En 1994 la Organización de Miss Universo ofreció a Lupita Jones la licencia para enviar a la representante mexicana a ese importante concurso. En sociedad con Televisa crea Promocertamen S.A. de C.V. para organizar el concurso Nuestra Belleza México en reemplazo del antiguo certamen Señorita México, cuya principal propuesta es cambiar el concepto de los concursos de belleza en México. Se crea la estructura para llevar a cabo la realización de un concurso en cada Estado. Se elabora un manual de operaciones y políticas de este nuevo concurso. Se estructura un plan de capacitación para las reinas nacionales que les den la seguridad y las armas para competir a nivel internacional. 
Para 1995 se negoció la licencia del certamen internacional Miss Mundo.En donde se seleccionó a Alejandra Quintero Velasco del estado de Nuevo León. Primer concurso de esta organización. El concurso Nuestra Belleza México se fortalece al ofrecer a sus aspirantes dos opciones para participar en los eventos de mayor trascendencia mundial: Miss Universo y Miss Mundo.
En el año 1996 se envió el primer participante al concurso Mister Mundo realizado en Turquía. El representante fue Gabriel Soto quien fue seleccionado mediante casting como El Modelo México 1996 para participar en Míster Mundo 1996, donde obtuvo el 2.º lugar a nivel mundial.
En 1997 gracias a la experiencia obtenida en Turquía con la participación de Gabriel Soto, se organizó el primer concurso varonil en México: El Modelo México, plataforma para contender a nivel mundial en Mister Mundo. El ganador de esta edición fue Eduardo Rodríguez de San Luis Potosí para competir en Mister Mundo 1998. Se abre un nuevo mercado para este tipo de eventos brindando también oportunidades de desarrollo en el medio artístico a los jóvenes mexicanos. Ese mismo año, además, fue el último NB México conducido por Raúl Velasco poco antes de su alejamiento definitivo de la televisión.
Para 1998 Nuevo León se convirtió en el primer estado en tener un Back to Back, ya que obtuvo la corona en 1997 y de nuevo en 1998. Se realizan grandes cambios en la producción de los concursos: Nuestra Belleza México y El Modelo México.
Así en 1999 se invitó a la organización de Nuestra Belleza México a participar en el concurso Miss Internacional, aunque solamente se representó a México en 1999 y 2000 y fue hasta 2007 cuando retomaron la licencia hasta la fecha. Además se realiza el primer concurso de trajes típicos. Para esto se lanza una convocatoria a nivel nacional invitando a todos los diseñadores mexicanos para crear trajes típicos que representen las raíces e identidad de nuestra cultura. Gracias a la enorme respuesta de los diseñadores mexicanos, se obtiene en el concurso de Trajes Típicos, el 1.er lugar en Miss Universo 2000 celebrado en Chipre. Se inicia un programa de apoyo para las "Niñas Maltratadas". Nuestra Belleza México dona las utilidades de la venta de boletos a las organizaciones que apoyan a las niñas maltratadas. Pachuca, Hidalgo es el primer Estado que dona sus entradas a las niñas maltratadas. Se elige a Ernesto Valenzuela como El Modelo México 1999.
En el año 2000 con el interés de fomentar en las niñas y los padres de familia el interés, la confianza y cultura por participar en concursos de belleza, nace la idea del proyecto: "Nuestra Belleza Infantil". En esta ocasión, los concursos de "Nuestra Belleza Infantil", se realizan solamente en algunos estados como: Veracruz, Guanajuato, Sonora, Chihuahua, Nuevo León, Zacatecas, Durango y Estado de México. Se modifican las reglas de selección de Nuestra Belleza México, y se brinda la oportunidad a más de una joven por Estado de participar en la Final Nacional. Gracias a estos cambios se logra la participación de 44 jóvenes mexicanas en la Final Nacional, celebrada en el Estado de Tlaxcala. Se elige a Guido Quiles como El Modelo México 2000, quedando como uno de los 10 Finalistas en Míster Mundo 2000.
Después de esto en 2001 se inició la campaña «Denúnciala», invitando al público a denunciar a la mujer más bella de su estado. Se otorga como recompensa al denunciante, un viaje a Miss Universo para acompañar a la ganadora nacional. Se tiene una participación récord de 47 jóvenes mexicanas en la Final Nacional celebrada en el Estado de México. En este año, se realiza el primer concurso de "Nuestra Belleza Infantil", a nivel nacional. Con gran éxito se obtuvo una respuesta de más de 1,000 niñas entre 6 y 10 años de edad interesadas en demostrar su talento, gracia y simpatía, resultando ganadora a nivel nacional la representante del Estado de Querétaro. En 2002 se continuó con la campaña «Denúnciala», y con la oportunidad de designar a más de una participante por Estado.
Entre tanto en 2003 dando continuidad con su labor como Embajadora de la ONU, Lupita Jones extiende su labor social con la Organización de Nuestra Belleza México, para apoyar y trabajar por las niñas maltratadas, buscando una Alianza con Fundación Televisa, para que formalmente todas las exreinas de los concursos, promuevan campañas de prevención y erradicación de la violencia hacia las mujeres. Este objetivo se realiza a través de la institución "Ayuda y solidaridad para las niñas de la calle I.A.P", ubicada en el Municipio de Jilotepec, Estado de México. La labor consiste en programar una visita al mes, llevando a las niñas de la Casa Hogar conferencistas que fortalezcan los valores necesarios para que en un futuro cercano, estas pequeñas puedan reintegrarse al núcleo familiar y a la sociedad, siempre contando con la respuesta favorable de nuestras reinas y exreinas. Se instituye la "Corona al Mérito", reconocimiento que se da año con año, a una reina o exreina de Nuestra Belleza México, que por su labor y/o trayectoria dignifique los valores humanos y la imagen de la mujer mexicana en los concursos de belleza, con el deseo de motivarlas a superarse día a día. Otorgándoce a una exreina en esta primera vez se le otorga a Carolina Salinas del estado de Nuevo León.  Se empieza a hacer una preselección de sólo 20 Reinas Estatales para la Final Nacional. Se elige por medio de casting a José Luis Reséndez para competir en Míster Mundo 2003 donde se coloca como 4.º lugar.
A la vez en 2004 se reafirmó el concepto de Mujer Integral que promueve Nuestra Belleza México, al instituir 5 reconocimientos especiales: "Nuestra Modelo", "Nuestro Talento", "Nuestra Belleza Internet" (posteriormente "Las Reinas Eligen", "Nuestra Belleza en Forma" y "Reconocimiento Académico". Se crea una alianza con la Agencia de modelos ESSENZA, para ofrecer a las participantes de Nuestra Belleza México, interesadas en el modelaje una opción que les permita desarrollarse en esta carrera y que vean en el concurso una gran oportunidad profesional a futuro.
En 2005 se instituyó la mecánica «Reina de un millón», que propone una nueva estructura de premios que motive más la calidad y la participación de jóvenes mexicanas y así obtener el interés del público por las representantes mexicanas en los eventos internacionales. Como Embajadora de la ONU Lupita Jones consigue un acuerdo con la UNFPA, para apoyar el trabajo de Nuestra Belleza México con las niñas de la calle. Se pretende fortalecer y respaldar la labor social de las reinas de Nuestra Belleza México al vincular al concurso con un organismo de trascendencia mundial. La "Fundación Ellen West" invita a Lupita Jones como vocera de su primera cruzada nacional contra la Anorexia y la Bulimia y ella integra a las exreinas y reinas de belleza a apoyar esta causa.
Por lo tanto en 2006 por primera vez el concurso se transmitió en vivo, se continuó con la campaña «Denúnciala» y con los cinco reconocimientos especiales. Participan todas las reinas estatales en la final nacional. En 2007 se creó una alianza con Televisa Verde para preservar el medio ambiente. Priscila Perales Nuestra Belleza México 2005 es designada para representar a México en Miss Internacional 2007 convirtiéndose en la Primera representante Mexicana en obtener el título de Miss Internacional. Se elige por medio de casting a Jorge Aceves para competir en Míster Mundo 2007. Y en 2008 se cumplieron XV años de Nuestra Belleza México. Continúa la campaña "Denúnciala" y los cinco reconocimientos especiales. Como parte de los festejos de los XV años, 13 Reinas de Nuestra Belleza México se reunieron en la Final Nacional 2008, en una exclusiva pasarela. 
Asimismo se cambió el eslogan de convocatoria a: «Si la vés dinos quién es». Anagabriela Espinoza Nuestra Belleza Mundo México 2007 es designada para representar a México en Miss Internacional 2009 convirtiéndose en la Segunda representante Mexicana en obtener el título de Miss Internacional. Jalisco realiza el segundo "Back to Back" en la historia del concurso ya que obtuvo la corona en 2008 y de nuevo en 2009. 
En 2010 Ximena Navarrete Nuestra Belleza México 2009 se convierte en la primera representante procedente de este concurso en obtener el título de Miss Universo y en la segunda Miss Universo Mexicana. Además se cambia el eslogan de convocatoria a «La preparación es el arma más poderosa... ¡ahora te toca a ti!». Sin llevar a cabo un concurso en forma, se selecciona por medio de casting, al joven Álvaro Álvarez como El Modelo México 2010, para participar en Mister Mundo en Corea, colocándose dentro de los 15 Semifinalistas del concurso. Por primera vez en la historia del concurso nacional el estado de Jalisco se corona tres veces consecutivas de 2008 a 2010. Se elige por medio de casting a Álvaro Álvarez para competir en Míster Mundo 2010 donde se coloca entre los 15 Semifinalistas.
Para 2011 se cambió el eslogan de convocatoria a: «Más allá del triunfo de la belleza, está la belleza del triunfo». En 2012 por primera vez en la historia del concurso, el estado de Nuevo León obtiene el «1-2» en la final del año 2012 con Cynthia Duque (Nuestra Belleza México 2012) y Lucero Montemayor (1.ª finalista). Además se cambia el eslogan de convocatoria a: "Nuestra Belleza México saca lo mejor de ti". Se elige por medio de casting a Enrique Ramírez para competir en Míster Mundo 2012.
Por otra parte en 2013 se cambió el eslogan de convocatoria a: «Tu belleza puede llenar de orgullo a un país entero». También se realizó el primer concurso de Vestidos de Gala, donde el diseño ganador será parte del guardarropa de la representante en Miss Mundo. Y en 2014 se cambió el eslogan de convocatoria a: «Que el éxito sea tu meta». Se realiza por segundo año el Concurso de Vestidos de Gala. Se elige por medio de casting a Alejandro Villanueva para competir en Míster Mundo 2014, pero tras un accidente de moto, se designa a José Pablo Minor como «El Modelo México 2014» obteniendo el 3.er lugar en Míster Mundo 2014.
Hasta 2015 por primera vez en la historia del concurso nacional la edición de 2015 no se realizó por causas desconocidas; históricamente el concurso se realizaba entre los meses de agosto-noviembre pero a partir de 2016 el concurso se realizó durante el primer trimestre de año. En 2016 se cambió el eslogan a: «Nuestra misión: encontrar la belleza que conquiste». Se cambia el formato del concurso a Reality: mucho más dinámico, con mucho trabajo para las participantes que debieron cumplir con varios retos que les permitieron mostrarse ante el público mucho más allá de sólo una cara bonita, se conoció su lado humano, cuales son sus retos de vida más grandes, miedos, aspiraciones, motivaciones, etc; Todas estas imágenes se pudieron ver en un segmento dentro del programa "Hoy" titulado: "La Belleza Cuesta". Alterno a este segmento todos los días hubo contenido nuevo en esta página web, accesible todo el día para que el público tuviera elementos para votar y elegir a "Nuestra Belleza Digital", la ganadora de este título tuvo su pase a las 15 Semifinalistas del concurso. Otra de las novedades es que por primera vez las participantes contaron con "Padrinos": cada una tuvo el apoyo a través de Twitter de diversas personalidades del medio artístico, musical y deportivo, quienes estuvieron apoyando a su candidata a través de esta red social. El 26 de abril de 2016 se lanzó un comunicado oficial donde se confirmaba que la Organización de Nuestra Belleza México no continuaría con la licencia para enviar a una representante mexicana a Miss Mundo. Con esto termina la relación laboral que mantuvieron por 20 años, ya que la primera concursante que envío Nuestra Belleza México a Miss Mundo fue Alejandra Quintero en su edición de 1995. Así mismo ya no se envío al representante mexicano a Míster Mundo.
Finalmente en 2017 se realizó el último concurso bajo el nombre de Nuestra Belleza México en el mes de marzo. En ese mismo mes Televisa deja de formar parte de «Promocertamen» renunciando a ser productor y patrocinador del concurso. Lupita Jones queda a cargo completamente de la realización del evento. En junio de 2017 se da a conocer los cambios que la organización de Lupita Jones hará en el certamen, principalmente en el nombre. Ahora llamado Mexicana Universal. Su primer certamen será en mayo de 2018. Así mismo Denisse Franco Reina Nacional bajo el nombre de Nuestra Belleza México 2017 fue coronada una vez más, pero ahora bajo el nuevo nombre Mexicana Universal 2017.

### 2018-presente: Mexicana Universal

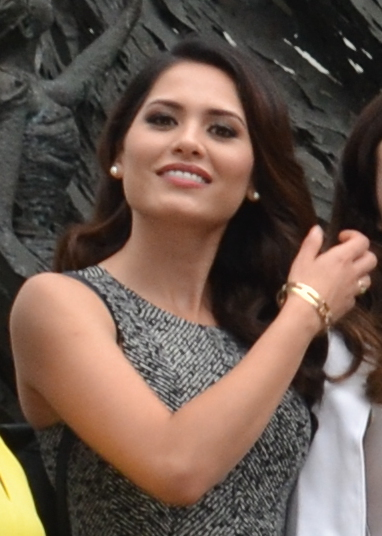
Miss Universo 2020
Andrea Meza
Mexicana Universal Chihuahua 2019 y Mexicana Universal 2020.

Mexicana Universal es la eliminatoria oficial de Miss Universo en México, el concurso de belleza más importante a nivel global. En alianza con TV Azteca en el 2018 se estrena el reality show Mexicana Universal, por primera vez en México un concurso de belleza se realiza en este formato, con 9 galas donde cada semana con diversos retos para ver como poco a poco surge una reina de belleza con las cualidades y talento sobresaliente que represente a México a nivel internacional.
- 2018: Lanza su propia agencia de modelos denominada ILJ Models.
- 2019: Adquiere la franquicia de un nuevo certamen internacional, Miss Charm International en su primera edición 2020 prometiendo ser una plataforma ideal para las mexicanas.
- 2020: Crea Mexicana Universal USA para las mujeres mexicanas en los Estados Unidos, la ganadora de este certamen, competirá como el estado número 33 en la competencia nacional a partir del 2021, este proyecto se venía analizando desde años atrás, sin embargo Lupita Jones no había tenido autorización por parte de la Organización Miss Universo para llevarlo a cabo. Al ser aprobado dicho proyecto, el requisito principal que impuso la Organización Internacional fue que la representante de Mexicana Universal USA viva en México por un lapso de 6 meses antes de la final nacional. Adicional Lupita Jones de la mano de Osmel Sousa y Martín Gondra inician un certamen internacional para Latinoamérica llamado Nuestra Latinoamericana Universal para 2020 prometiendo resaltar las raíces latinas a nivel internacional, su sede será en la ciudad de Houston, Texas.[9] Este mismo año, nuevamente la organización nacional cambia a Imagen Televisión.
- 2021: Andrea Meza se convierte en la segunda Miss Universo proveniente de este certamen al mando de Lupita Jones. Segundo año en que no se realiza Mexicana Universal desde su creación en 1994 como Nuestra Belleza Mexico. La organización recibe la licencia de Miss Orb Internacional, certamen que se realizará en el año 2022 en Costa Rica.
- 2023: Después de la edición 72 de Miss Universo 2023 llevado a cabo en El Salvador, se confirmó de manera oficial la pérdida de la licencia de este certamen después de 29 años al frente de la franquicia en México. En Diciembre adquiere la franquicia de Miss Grand Internacional, para enviar participantes a partir del 2024.

### Títulos Internacionales
Actualidad
- Miss International (1999-2000, 2007–actualidad)
- Miss Grand Internacional (2024–actualidad)
- Reina Hispanoamericana (2006–actualidad)
- Miss Charm International (2020–actualidad)
- Miss Orb International (2022–actualidad)

Anteriormente
- Miss World (1995-2015)
- Miss Universe (1995–2023)

## Concurso

### Formato

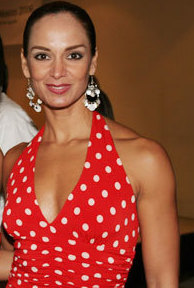
Lupita Jones Directora de Mexicana Universal (antes Nuestra Belleza México).

Este certamen fue el responsable de seleccionar a la representante de México a Miss Universo hasta el año 2023; desde ese año es responsable de seleccionar a las candidatas a representantes de México a Miss Grand Internacional y Miss Internacional, Miss Charm International y Reina Hispanoamericana. Anteriormente contaba con más franquicias, hoy en día solo cuenta con tres, ya que así puede darle mayor prioridad y entrenamiento de calidad a la representante a Miss Internacional ya que las designadas rumbo a Miss Charm International y Reina Hispanoamericana son entrenadas totalmente por sus coordinaciones estatales.
Hasta Nuestra Belleza México 2012, se elegía en el mismo certamen a la representante a Miss Mundo; sin embargo luego del Miss Mundo 2012 y atendiendo al requerimiento de la Organización Miss Mundo, la organización Nuestra Belleza México tomó la decisión de ajustar los parámetros de la realización del certamen Nuestra Belleza México, dividiéndolo en dos eventos: uno para coronar a la representante para Miss Universo y otro para escoger a la candidata del país al Miss Mundo, dicho certamen fue llamado "Nuestra Belleza Mundo México".
Tradicionalmente, el certamen duró aproximadamente una hora y media y se llevó a cabo a mediados de septiembre u octubre en el recinto de algún estado que quiera ser sede del concurso. El concurso es precedido por un mes de concentración, incluyendo los premios corporativos y la presentación a la prensa. A partir del 2018 se realiza durante el mes de mayo y su formato cambió a un Reality Show, donde se conoce más acerca del trabajo diario de las participantes, contando con el voto fundamental del público.
Hasta Mexicana Universal 2023, se elegía en el certamen a la representante a Miss Universo; sin embargo luego del Miss Universo 2023 y atendiendo al requerimiento de la Organización Miss Universo, la organización Mexicana Universal no renovó los contratos de la franquicia, por ende, no volviendo a ser parte de la selección de la candidata de México en Miss Universo.

### Sistema de competencia
La elección de Mexicana Universal es un proceso muy largo, que año tras año mueve una enorme cantidad de personas y de dinero a través de todo el país. En cada estado se organiza un certamen local, que va desde eventos austeros y sencillos, como audiciones o cástines, hasta fastuosos espectáculos como en Nuevo León, Jalisco y Sinaloa que son los "Powerhouse" de Belleza en México. Actualmente algunos estados cuentan con un programa llamado "Buscadores de la Belleza".
La elección de Nuestra Belleza México fue un proceso patrocinado por la empresa Promocertamen. Ahora como Mexicana Universal las competidoras deben cumplir los requisitos:
- Nacionalidad Mexicana.
- Edad de 20 a 27 años.
- Que se encuentre estudiando o haya terminado una carrera.
- Dominio del idioma inglés.
- Facilidad para desarrollar algún talento (canto, baile, actuación, conducción).
- Residencia mínima de un año en el Estado que desea representar.
- Gozar de excelente salud, y condiciones físicas óptimas que le permitan cumplir con todas las etapas de la competencia.

Tras este proceso, que se inicia con algunos meses de anticipación, se conjunta a un grupo de concursantes, que oscila entre 29 y 32 candidatas cada año (32 en 2018). Ellas se reúnen en la Ciudad de México un mes antes de la noche final. Cumplen con diversas actividades, que van desde grabaciones en locaciones que permitan hacer promoción al estado sede y eventos con los patrocinadores. También existe la competencia de Trajes Nacionales y de Fantasía, donde cada delegada luce un diseño representativo de su estado. A partir de la edición de 2016, la dinámica se tornó en un reality el cual se mostraba en un segmento diario del "Programa Hoy", además durante la concentración, las concursantes divididas en equipos o individualmente participan en distintos retos que nos muestran sus cualidades y al ganar algunos de ellos estos les dan el pase automático al Top 15. Esto cambió en 2018, al convertirse en Reality Show, donde el público fue el encargado de elegir a la ganadora nacional mediante su foto.

## Ganadoras del certamen
| Año  | Ganadora                             | Estado                          | Sede del Evento                                                       | Fecha                           |
| 1994 | Luz María Zetina Lugo                | Estado de México                | Auditorio Benito Juárez, Zapopan, Jalisco                             | 13 de noviembre de 1994         |
| 1995 | Vanessa Guzmán Niebla                | Chihuahua                       | Teatro Morelos, Toluca, Estado de México                              | 22 de octubre de 1995           |
| 1996 | Rebeca Lynn Tamez Jones              | Tamaulipas                      | Centro de Convenciones, Cancún, Quintana Roo                          | 22 de septiembre de 1996        |
| 1997 | Katty Fuentes García                 | Nuevo León                      | Centro Internacional de Convenciones, Acapulco, Guerrero              | 20 de septiembre de 1997        |
| 1998 | Silvia Salgado Cavazos               | Nuevo León                      | Centro Internacional de Convenciones, Acapulco, Guerrero              | 19 de septiembre de 1998        |
| 1999 | Leticia Judith Murray Acedo          | Sonora                          | Lienzo Charro, Pachuca, Hidalgo                                       | 12 de septiembre de 1999        |
| 2000 | Jacqueline Bracamontes Van Hoorde    | Jalisco                         | Auditorio Emilio Sánchez Piedras, Apizaco, Tlaxcala                   | 2 de septiembre de 2000         |
| 2001 | Ericka Yadira Cruz Escalante         | Yucatán                         | Aeropuerto Internacional, Toluca, Estado de México                    | 28 de septiembre de 2001        |
| 2002 | Marisol González Casas               | Coahuila                        | World Trade Center, Boca del Río, Veracruz                            | 6 de septiembre de 2002         |
| 2003 | Rosalva Yazmín Luna Ruiz             | Sinaloa                         | Palacio del Arte, Morelia, Michoacán                                  | 5 de septiembre de 2003         |
| 2004 | Laura Elizondo Erhard                | Tamaulipas                      | Teatro de la Ciudad, San Luis Potosí, San Luis Potosí                 | 11 de septiembre de 2004        |
| 2005 | Silvia Priscila Perales Elizondo     | Nuevo León                      | Antiguo Taller de Locomotoras, Aguascalientes, Aguascalientes         | 2 de septiembre de 2005         |
| 2006 | Rosa María Ojeda Cuen                | Sinaloa                         | Espacio Cultural Metropolitano, Tampico, Tamaulipas                   | 2 de septiembre de 2006         |
| 2007 | Elisa Nájera Gualito                 | Guanajuato                      | Auditorio Profr. Manuel Bonilla Valle, Manzanillo, Colima             | 6 de octubre de 2007            |
| 2008 | Karla María Carrillo González        | Jalisco                         | Arena Monterrey, Monterrey, Nuevo León                                | 20 de septiembre de 2008        |
| 2009 | Ximena Navarrete Rosete              | Jalisco                         | Centro de Convenciones Yucatán Siglo XXI, Mérida, Yucatán             | 20 de septiembre de 2009        |
| 2010 | Karin Cecilia Ontiveros Meza         | Jalisco                         | Auditorio del Parque Las Maravillas, Saltillo, Coahuila               | 25 de septiembre de 2010        |
| 2011 | Laura Karina González Muñoz          | Aguascalientes                  | Centro Internacional de Convenciones, Puerto Vallarta, Jalisco        | 20 de agosto de 2011            |
| 2012 | Cynthia Lizeth Duque Garza           | Nuevo León                      | Centro de Convenciones y Polyforum, Tuxtla Gutiérrez, Chiapas         | 1 de septiembre de 2012         |
| 2013 | Josselyn Azzeneth Garciglia Bañuelos | Baja California Sur             | Aeropuerto Internacional, Toluca, Estado de México                    | 19 de octubre de 2013           |
| 2014 | Wendolly Esparza Delgadillo          | Aguascalientes                  | Jardines de México, Jojutla, Morelos                                  | 25 de octubre de 2014           |
| 2015 | No se realizó concurso nacional      | No se realizó concurso nacional | No se realizó concurso nacional                                       | No se realizó concurso nacional |
| 2016 | Yuselmi Kristal Silva Dávila         | Tamaulipas                      | Foro 2 de Televisa, Ciudad de México                                  | 31 de enero de 2016             |
| 2017 | Denisse Iridiane Franco Piña         | Sinaloa                         | Foro 5 de Televisa, Ciudad de México                                  | 11 de marzo de 2017             |
| 2018 | Andrea Isabel Toscano Ramírez        | Colima                          | Estudios de TV Azteca, Ciudad de México                               | 3 de junio de 2018              |
| 2019 | Sofía Montserrat Aragón Torres       | Jalisco                         | Estudios de TV Azteca, Ciudad de México                               | 23 de junio de 2019             |
| 2020 | Alma Andrea Meza Carmona             | Chihuahua                       | Hotel Misión Juriquilla, Querétaro, Querétaro                         | 29 de noviembre de 2020         |
| 2021 | Débora Hallal Ayala                  | Sinaloa                         | Designada                                                             | 31 de mayo de 2021              |
| 2022 | Irma Cristina Miranda Valenzuela     | Sonora                          | Centro de Convenciones, San Luis Potosí, San Luis Potosí              | 21 de mayo de 2022              |
| 2023 | Melissa Flores Godínez               | Michoacán                       | Centro de Convenciones y Exposiciones, Aguascalientes, Aguascalientes | 2 de septiembre de 2023         |
| 2024 | No se realizó concurso nacional      | No se realizó concurso nacional | No se realizó concurso nacional                                       | No se realizó concurso nacional |
| 2025 |                                      |                                 |                                                                       | mayo de 2025                    |

### Clasificaciones estatales
Solamente se mencionan los títulos más importantes ganados y otorgados por la organización de Mexicana Universal para los concursos internacionales por estados:

#### Resultados por estado rumbo a Miss Internacional
| No. | Estado              | Títulos | Años                   |
| 1   | Colima              | 4       | 2015, 2019, 2022, 2023 |
| 2   | Nuevo León          | 3       | 2007, 2009, 2013       |
| 3   | Nayarit             | 2       | 2016, 2020             |
| 3   | Aguascalientes      | 2       | 2010, 2014             |
| 3   | Baja California Sur | 2       | 2011, 2012             |
| 4   | Jalisco             | 1       | 2018                   |
| 4   | Tamaulipas          | 1       | 2017                   |
| 4   | Morelos             | 1       | 2008                   |
| 4   | Sonora              | 1       | 2000                   |

#### Resultados por Estado rumbo a Miss Grand Internacional
| No. | Estado    | Títulos | Años |
| 1   | Chihuahua | 1       | 2024 |

#### Resultados por estado rumbo a Reina Hispanoamericana
| No. | Estado           | Títulos | Años        |
| 1   | Sinaloa          | 2       | 2008∆, 2023 |
| 1   | Guanajuato       | 2       | 2009, 2022  |
| 1   | Sonora           | 2       | 2007, 2014  |
| 2   | Ciudad de México | 1       | 2025        |
| 2   | Nuevo León       | 1       | 2021        |
| 2   | Puebla           | 1       | 2019        |
| 2   | Tabasco          | 1       | 2018        |
| 2   | Aguascalientes   | 1       | 2017        |
| 2   | Michoacán        | 1       | 2016        |
| 2   | Tamaulipas       | 1       | 2015        |
| 2   | Chihuahua        | 1       | 2013        |
| 2   | Baja California  | 1       | 2012        |
| 2   | Hidalgo          | 1       | 2011        |
| 2   | Oaxaca           | 1       | 2010        |

Nota: ∆ Significa que fue destituida.

#### Resultados por Estado rumbo a Miss Charm Internacional
| No. | Estado           | Títulos | Años |
| 1   | Ciudad de México | 1       | 2024 |
| 1   | San Luis Potosí  | 1       | 2021 |

#### Resultados por Estado rumbo a Miss Universo
| No.                 | Estado         | Títulos | Años                         |
| 1                   | Jalisco        | 5       | 2000, 2008, 2009, 2010, 2019 |
| 2                   | Sinaloa        | 4       | 2003, 2006, 2017, 2021       |
| 2                   | Nuevo León     | 4       | 1997, 1998, 2005, 2012       |
| 3                   | Tamaulipas     | 3       | 1996, 2004, 2016             |
| 4                   | Sonora         | 2       | 1999, 2022                   |
| 4                   | Chihuahua      | 2       | 1995, 2020                   |
| 4                   | Aguascalientes | 2       | 2011, 2014                   |
| 5                   |                |         |                              |
| Michoacán           | 1              | 2023    |                              |
| Colima              | 1              | 2018    |                              |
| Baja California Sur | 1              | 2013    |                              |
| Guanajuato          | 1              | 2007    |                              |
| Coahuila            | 1              | 2002    |                              |
| Yucatán             | 1              | 2001    |                              |
| Estado de México    | 1              | 1994    |                              |

#### Resultados por Estado rumbo a Miss Mundo
| No. | Estado           | Títulos | Años              |
| 1   | Sonora           | 2       | 2003p, 2014       |
| 1   | Morelos          | 2       | 1997, 2013        |
| 1   | Guanajuato       | 2       | 1998, 2011        |
| 1   | Sinaloa          | 2       | 2000, 2008        |
| 1   | Nuevo León       | 2       | 1995, 2007, 2010∆ |
| 1   | Puebla           | 2       | 2002, 2005        |
| 1   | Ciudad de México | 2       | 1999, 2004        |
| 2   | Veracruz         | 1       | 2012              |
| 2   | Aguascalientes   | 1       | 2010§             |
| 2   | Yucatán          | 1       | 2009              |
| 2   | Colima           | 1       | 2006              |
| 2   | Baja California  | 1       | 2003              |
| 2   | Campeche         | 1       | 2001              |
| 2   | Jalisco          | 1       | 1996              |

Nota: § Significa que obtuvo el título por designación. ∆ Significa que fue destituida.

## Representantes en los certámenes principales

### Miss International
A continuación se muestran únicamente las representantes enviadas por Mexicana Universal. Para ver a todas las representantes en Miss International, siguiente enlace: Representantes en Miss International.
     : Ganadora
     : Finalista
     : Semifinalista
     : Cuartofinalista
| Año  | Miss International México       | Estado              | Posición      | Premio/Título          |
| ---- | ------------------------------- | ------------------- | ------------- | ---------------------- |
| 2024 | Valeria Villanueva López        | Colima              | -             | Miss Fotogénica        |
| 2023 | Itzia García Jiménez            | Colima              | Top 7         | Premio People's Choice |
| 2022 | Yuridia Peña Durán              | Nayarit             | -             |                        |
| 2019 | Andrea Toscano Ramírez          | Colima              | 1.ª Finalista | -                      |
| 2018 | Nebai Torres Camarena           | Jalisco             | Top 15        | Mejor Vestido de Noche |
| 2017 | Citlaly Higuera López           | Tamaulipas          | -             | -                      |
| 2016 | Geraldine Ponce Méndez          | Nayarit             | Top 15        | -                      |
| 2015 | Lorena Sevilla Mesina           | Colima              | Top 10        | -                      |
| 2014 | Vianey Vázquez Ramírez          | Aguascalientes      | Top 10        | -                      |
| 2013 | Lucero Montemayor Gracia        | Nuevo León          | -             |                        |
| 2012 | Jessica García Formenti-Canseco | Baja California Sur | Top 15        | -                      |
| 2011 | Karen Higuera Contreras         | Baja California Sur | -             | Miss Amistad           |
| 2010 | Gabriela Palacio Díaz de León   | Aguascalientes      | -             | Miss Fotogénica        |
| 2009 | Anagabriela Espinoza Marroquín  | Nuevo León          | Ganadora      | Miss Chengdu Glamour   |
| 2008 | Lorenza Bernot Krauze           | Morelos             | -             | -                      |
| 2007 | Priscila Perales Elizondo       | Nuevo León          | Ganadora      | -                      |
| 2001 | Lilián Villanueva Chan          | Quintana Roo        | No Compitió   | -                      |
| 2000 | Leticia Murray Acedo            | Sonora              | Top 15        | -                      |
| 1999 | Graciela Soto Cámara            | Morelos             | -             | -                      |

### Miss Grand International
A continuación se muestran únicamente las representantes enviadas por Mexicana Universal. Para ver a todas las representantes en Miss Grand International, siguiente enlace: Representantes en Miss Grand International.
     : Ganadora
     : Finalista
     : Semifinalista
     : Cuartofinalista
| Año  | Miss Grand México     | Estado    | Posición | Premio/Título |
| ---- | --------------------- | --------- | -------- | --- |
| 2024 | Tania Estrada Quezada | Chihuahua | Top 20   | Voto Pre-arribo (Top 10) Country's Power of the Year (Top 16) Mejor Traje Típico (Top 20) Mejor en Traje de Baño (Top 20) |

### Reina Hispanoamericana
: Ganadora
     : Finalista
     : Semifinalista
| Año  | Reina Hispanoamericana México | Estado           | Posición      | Premio/Título |
| ---- | ----------------------------- | ---------------- | ------------- | --- |
| 2025 | Daniela Cardona Rosales       | Ciudad de México | Top 12        | Miss Elegancia (Top 6) |
| 2023 | Carolina Pérez Martínez       | Sinaloa          | Top 13        | Embajadora Nueva Santa Cruz Embajadora del Bicentenario Mejor Traje Típico Miss Deporte Kalomai (Top 3) Voto Popular (Top 10) |
| 2022 | Diana Robles Rivera           | Guanajuato       | 3.ª Finalista | Embajadora Nueva Santa Cruz (Top 3) Embajadora Daewoo (Top 5) Embajadora del Bicentenario (Top 6) Mejor Traje Típico (Top 10) |
| 2021 | Andrea Martínez Bazarte       | Nuevo León       | Ganadora      | Mejor Sonrisa Orest Miss Fotogénica (Top 3) Miss Huavi (Top 4) Mejor Traje Típico (Top 5)                                     |
| 2019 | Regina Peredo Gutiérrez       | Puebla           | Ganadora      | Embajadora Nueva Santa Cruz Voto Popular Mejor Cabellera Wella (Top 3) Chica Amaszonas (Top 3) Rostro más Bello (Top 3)       |
| 2018 | Aranza Molina Rueda           | Tabasco          | 1.ª Finalista | Miss Fotogénica Miss Elegancia Labios más Bellos Chia Amaszonas (Top 3) Mejor Traje Típico (Top 3) Mejor Silueta (Top 4)      |
| 2017 | Karla López Berumen           | Aguascalientes   | 3.ª Finalista | - |
| 2016 | Magdalena Chiprés Herrera     | Michoacán        | Virreina      | Mejor Traje Típico |
| 2015 | Sandra Ahumada Treviño        | Tamaulipas       | Top 9         | - |
| 2014 | Vanessa López Quijada         | Sonora           | Virreina      | Miss Fotogénica Chica Amazonas Chica Look Óster                                                                               |
| 2013 | Gabriela Prieto Díaz-Infante  | Chihuahua        | 3.ª Finalista | Miss Fotogénica |
| 2012 | Jeraldine González Meza       | Baja California  | -             | Miss Elegancia |
| 2011 | Lili Rosales López            | Hidalgo          | -             | - |
| 2010 | Ángeles Aguilar del Puerto    | Oaxaca           | -             | - |
| 2009 | Andrea Martínez de Velazco    | Guanajuato       | -             | Mejor Traje Típico |
| 2008 | Laura Zúñiga Huizar           | Sinaloa          | Ganadora      | - |
| 2007 | Melissa Estrella Pérez        | Sonora           | -             | Miss Amistad |

### Miss Charm
: Ganadora
     : Finalista
     : Semifinalista
     : Cuartofinalista
| Año  | Miss Charm México             | Estado           | Posición    | Premio/Título            |
| ---- | ----------------------------- | ---------------- | ----------- | ------------------------ |
| 2024 | Xiadani Saucedo Arrieta       | Ciudad de México | Top 6       | -                        |
| 2023 | Karen Bustos González         | San Luis Potosí  | Top 20      | Miss BlockCharm (Top 10) |
| 2020 | Yuridia del Carmen Peña Durán | Nayarit          | No Compitió | -                        |

### Miss Orb International
: Ganadora
     : Finalista
     : Semifinalista
| Año  | Miss Orb México         | Estado           | Posición | Premio/Título |
| ---- | ----------------------- | ---------------- | -------- | ------------- |
| 2024 | Xiadani Saucedo Arrieta | Ciudad de México | Top 5    | -             |
| 2022 | Camila Canto Vera       | Puebla           | Ganadora | -             |

## Antiguas franquicias

### Miss Universo
A continuación se muestran únicamente las representantes enviadas por Mexicana Universal. Para ver a todas las representantes en Miss Universe, siguiente enlace: Representantes en Miss Universe.
     : Ganadora
     : Finalista
     : Semifinalista
| Año  | Miss Universe México              | Estado              | Posición      | Premio/Título                             |
| ---- | --------------------------------- | ------------------- | ------------- | ----------------------------------------- |
| 2023 | Melissa Flores Godínez            | Michoacán           | -             | -                                         |
| 2022 | Irma Miranda Valenzuela           | Sonora              | -             | -                                         |
| 2021 | Débora Hallal Ayala               | Sinaloa             | -             | -                                         |
| 2020 | Andrea Meza Carmona               | Chihuahua           | Ganadora      | -                                         |
| 2019 | Sofía Aragón Torres               | Jalisco             | 2.ª Finalista | -                                         |
| 2018 | Andrea Toscano Ramírez            | Colima              | -             | -                                         |
| 2017 | Denisse Franco Piña               | Sinaloa             | -             | -                                         |
| 2016 | Kristal Silva Dávila              | Tamaulipas          | Top 9         |                                           |
| 2015 | Wendolly Esparza Delgadillo       | Aguascalientes      | Top 15        | -                                         |
| 2014 | Josselyn Garciglia Bañuelos       | Baja California Sur | -             | -                                         |
| 2013 | Cynthia Duque Garza               | Nuevo León          | -             | -                                         |
| 2012 | Karina González Muñoz             | Aguascalientes      | Top 10        | -                                         |
| 2011 | Karin Ontiveros Meza              | Jalisco             | -             | -                                         |
| 2010 | Ximena Navarrete Rosete           | Jalisco             | Ganadora      | -                                         |
| 2009 | Karla Carrillo González           | Jalisco             | -             | -                                         |
| 2008 | Elisa Nájera Gualito              | Guanajuato          | 4.ª Finalista | Mejor en Traje de Baño                    |
| 2007 | Rosa María Ojeda Cuen             | Sinaloa             | Top 10        | -                                         |
| 2006 | Priscila Perales Elizondo         | Nuevo León          | Top 10        | -                                         |
| 2005 | Laura Elizondo Erhard             | Tamaulipas          | 3.ª Finalista |                                           |
| 2004 | Rosalva Luna Ruiz                 | Sinaloa             | Top 15        | -                                         |
| 2003 | Marisol González Casas            | Coahuila            | -             | -                                         |
| 2002 | Ericka Cruz Escalante             | Yucatán             | -             | -                                         |
| 2001 | Jacqueline Bracamontes Van Hoorde | Jalisco             | -             | -                                         |
| 2000 | Leticia Murray Acedo              | Sonora              | -             | Mejor Traje Nacional Clairol Style Herbal |
| 1999 | Silvia Salgado Cavazos            | Nuevo León          | Top 10        | -                                         |
| 1998 | Katty Fuentes García              | Nuevo León          | -             | Clairol Style Herbal                      |
| 1997 | Rebeca Tamez Jones                | Tamaulipas          | -             | -                                         |
| 1996 | Vanessa Guzmán Niebla             | Chihuahua           | Top 6         | -                                         |
| 1995 | Luz María Zetina Lugo             | Estado de México    | -             | -                                         |

### Miss Mundo
A continuación se muestran únicamente las representantes enviadas por Mexicana Universal. Para ver a todas las representantes en Miss World, siguiente enlace: Representantes en Miss World.
     : Ganadora
     : Finalista
     : Semifinalista
| Año  | Miss World México              | Estado           | Posición      | Premio/Título |
| ---- | ------------------------------ | ---------------- | ------------- | --- |
| 2015 | Yamelin Ramírez Cota           | Sonora           | -             | People's Choice Award (Top 25) |
| 2014 | Daniela Álvarez Reyes          | Morelos          | Top 11        | Miss Belleza de Playa (4° Lugar) Miss Top Model (Top 20) Miss Deportes (Top 29)                                                         |
| 2013 | Marilyn Chagoya Triana         | Veracruz         | -             | - |
| 2012 | Mariana Berumen Reynoso        | Guanajuato       | Top 15        | Reto Multimedia (2° lugar) Miss Top Model (Top 10) Belleza con Propósito (Top 10) Miss Deportes (Top 32) Miss Belleza de Playa (Top 40) |
| 2011 | Gabriela Palacio Díaz de León  | Aguascalientes   | -             | - |
| 2010 | Anabel Solís Sosa              | Yucatán          | -             | - |
| 2009 | Perla Beltrán Acosta           | Sinaloa          | 1.ª Finalista | Miss Top Model (Ganadora) Miss Mundo América                                                                                            |
| 2008 | Anagabriela Espinoza Marroquín | Nuevo León       | Top 15        | Miss Belleza de Playa (Ganadora) Belleza con Propósito (Top 4) Miss Top Model (Top 10) Miss Talento (Top 19)                            |
| 2007 | Carolina Morán Gordillo        | Colima           | 2.ª Finalista | Miss Mundo América Miss Top Model (3° lugar) Miss Belleza de Playa (Top 5) Miss Deportes (Top 16)                                       |
| 2006 | Karla Jiménez Amezcua          | Puebla           | Top 17        | Miss Deportes (Top 24) |
| 2005 | Dafne Molina Lona              | Distrito Federal | 1.ª Finalista | Miss Mundo América Miss Belleza de Playa (3° Lugar)                                                                                     |
| 2004 | Yessica Ramírez Meza           | Baja California  | Top 15        | Miss Top Model (Ganadora) Miss Belleza de Playa (Top 10)                                                                                |
| 2003 | Erika Honstein García          | Sonora           | -             | - |
| 2002 | Blanca Zumárraga Contreras     | Puebla           | -             | - |
| 2001 | Tatiana Rodríguez Romero       | Campeche         | -             | - |
| 2000 | Paulina Flores Arias           | Sinaloa          | -             | - |
| 1999 | Danette Velasco Ballater       | Distrito Federal | -             | - |
| 1998 | Vilma Zamora Suñol             | Guanajuato       | -             | - |
| 1997 | Blanca Soto Benavides          | Morelos          | -             | - |
| 1996 | Yessica Salazar González       | Jalisco          | Top 10        | Mejor en Traje de Baño |
| 1995 | Alejandra Quintero Velasco     | Nuevo León       | Top 10        | - |

### Miss Continente Americano
: Ganadora
     : Finalista
     : Semifinalista
| Año  | Miss Continente Americano México | Estado           | Posición      | Premio/Título                      |
| ---- | -------------------------------- | ---------------- | ------------- | ---------------------------------- |
| 2012 | Karen Padilla Brizuela           | Distrito Federal | Top 6         | Miss Fotogénica                    |
| 2011 | Cecilia Montaño Moreno           | Sonora           | 1.ª Finalista | -                                  |
| 2010 | Karla Carrillo González          | Jalisco          | 1.ª Finalista | -                                  |
| 2009 | Paulina Hernández Calderón       | Baja California  | -             | -                                  |
| 2008 | Lupita González Gallegos         | Jalisco          | Ganadora      | Miss Fotogénica Miss Rostro Yanbal |
| 2007 | Gladys Castellanos Jiménez       | Jalisco          | 2.ª Finalista | -                                  |
| 2006 | Diana Jiménez Pérez              | Zacatecas        | -             | -                                  |

### Reina Internacional del Café
: Ganadora
     : Finalista
     : Semifinalista
| Año  | Reina del Café México      | Estado              | Posición      | Premio/Título     |
| ---- | -------------------------- | ------------------- | ------------- | ----------------- |
| 2008 | Lucía Holguín Lozano       | Chihuahua           | Top 10        | -                 |
| 2007 | Monserrat Montagut Enciso  | Chihuahua           | 2.ª Finalista | -                 |
| 2006 | Daniela de Jesús Cosío     | Baja California Sur | -             | -                 |
| 2004 | Brisseida Moya Leal        | Nuevo León          | Top 10        | -                 |
| 2003 | María Félix Espinoza       | Sonora              | -             | -                 |
| 2002 | Mónica Aragón Herrera      | Tamaulipas          | -             | -                 |
| 2001 | Eva Ruíz Torres            | Zacatecas           | Virreina      | -                 |
| 2000 | Hortensia Teruel Contreras | Nuevo León          | -             | -                 |
| 1999 | Silvia Salgado Cavazos     | Nuevo León          | -             | Cara Jollie Vogue |
| 1998 | Karla Corral Salomón       | Tabasco             | -             | -                 |
| 1997 | Banelly Carrasco Loya      | Chihuahua           | -             | Mejor Compañera   |

### Miss Costa Maya Internacional
: Ganadora
     : Finalista
     : Semifinalista
| Año  | Miss Costa Maya México            | Estado     | Posición | Premio/Título |
| ---- | --------------------------------- | ---------- | -------- | ------------- |
| 2003 | Diana Juárez Rodríguez de la Gala | Campeche   | -        | -             |
| 2002 | Elsa Burgos Pérez                 | Nuevo León | Ganadora | -             |
| 2001 | Evelyn López Pacheco              | Yucatán    | -        | -             |
| 2000 | Valeria de Anda González          | Yucatán    | -        | -             |
| 1999 | Denisse Guzmán Virgen             | Colima     | Ganadora | -             |
| 1998 | Bárbara Macossay Artega           | Campeche   | -        | -             |
| 1997 | Tania Vásquez Pérez               | Nayarit    | -        | -             |
| 1996 | Socorro Retolaza Ulloa            | Veracruz   | Ganadora | -             |

### Miss Atlántico Internacional
: Ganadora
     : Finalista
     : Semifinalista
| Año  | Miss Atlántico México     | Estado       | Posición      | Premio/Título                |
| ---- | ------------------------- | ------------ | ------------- | ---------------------------- |
| 2008 | Yadira Patiño Cardozo     | Tamaulipas   | -             | -                            |
| 2007 | Olga Natalia Pérez Suárez | Morelos      | 1.ª Finalista | Miss Fotogénica              |
| 2004 | Mónica Rodríguez          | Chihuahua    | -             | -                            |
| 2003 | Ofelia Chávez Moreno      | Chihuahua    | -             | -                            |
| 2002 | Claudia Collado Careaga   | Sinaloa      | -             | -                            |
| 2000 | Gmelina Coutiño Glauner   | Chiapas      | -             | -                            |
| 1999 | Solagne Rivera Astudillo  | Quintana Roo | -             | Mejor Traje Típico           |
| 1998 | Katty Fuentes García      | Nuevo León   | 1.ª Finalista | Miss Elegancia Miss Simpatía |

### Reina Internacional de las Flores
: Ganadora
     : Finalista
     : Semifinalista
| Año  | Reina de las Flores México | Estado           | Posición | Premio/Título        |
| ---- | -------------------------- | ---------------- | -------- | -------------------- |
| 2003 | María José Rosado Solís    | Yucatán          | -        | -                    |
| 2002 | Greta Galindo de la Peña   | Coahuila         | -        | -                    |
| 2001 | Lilián Villanueva Chan     | Quintana Roo     | Ganadora | Reina del Centenario |
| 2000 | Vilma Zamora Suñol         | Guanajuato       | -        | -                    |
| 1999 | Karla Blancarte Figueroa   | Distrito Federal | -        | -                    |
| 1998 | Elizabeth Jiménez Dueñas   | Estado de México | -        | -                    |

### Señorita Continente Americano
: Ganadora
     : Finalista
     : Semifinalista
| Año  | Srita Continete Americano México | Estado           | Posición     | Premio/Título |
| ---- | -------------------------------- | ---------------- | ------------ | ------------- |
| 1999 | Vilma Zamora Suñol               | Guanajuato       | 1ª Finalista | -             |
| 1998 | Elizabeth Jiménez Dueñas         | Estado de México | -            | -             |
| 1999 | Rebeca Tamez Jones               | Tamaulipas       | Ganadora     | -             |

### Miss Verano Viña del Mar
: Ganadora
     : Finalista
     : Semifinalista
| Año  | Miss Verano México         | Estado    | Posición | Premio/Título |
| ---- | -------------------------- | --------- | -------- | ------------- |
| 1998 | Blanca Soto Benavides      | Morelos   | Ganadora | -             |
| 1997 | Banelly Carrasco Loya      | Chihuahua | -        | -             |
| 1996 | Verónica Jaspeado Martínez | Tlaxcala  | -        | -             |

### Nuestra Belleza Internacional
: Ganadora
     : Finalista
     : Semifinalista
| Año  | Nuestra Belleza Internacional México | Estado         | Posición | Premio/Título |
| ---- | ------------------------------------ | -------------- | -------- | ------------- |
| 1997 | Patricia Amador Luján                | Aguascalientes | -        | -             |
| 1996 | Elena Martínez de la Fuente          | Nuevo León     | -        | -             |
| 1995 | Amina Blancarte Tirado               | Sinaloa        | Ganadora | -             |